# Mimectatina truncatipennis
Mimectatina truncatipennis es una especie de escarabajo longicornio del género Mimectatina, tribu Desmiphorini, subfamilia Lamiinae. Fue descrita científicamente por Pic en 1944.

## Descripción
Mide 5-6 milímetros de longitud.

## Distribución
Se distribuye por China y Vietnam.